# Jewhen Rohaczow
Jewhen Serhijowycz Rohaczow, ukr. Євген Сергійович Рогачов (ur. 30 sierpnia 1983 w Zaporożu) – ukraiński piłkarz i futsalista, grający na pozycji napastnika.

## Kariera piłkarska
Wychowanek Szkoły Sportowej Rezerw Olimpijskich Metałurh Zaporoże. Pierwszy trener Wałentyn Hryszyn. W 2001 rozpoczął karierę piłkarską w futsalowym klubie Winner Ford Uniwersytet Zaporoże, który był farm klubem DSS Zaporoże. Podczas przerwy zimowej sezonu 2006/07 odszedł do TWD Lwów. Latem 2009 przeniósł się do Enerhii Lwów. W 2014 został zaproszony do MFK Łokomotyw Charków. W 2016 wyjechał do Białorusi, gdzie został zawodnikiem MFK Barysau-900. Po roku przeszedł do WRZ Homel.

## Kariera reprezentacyjna
W 2003 występował w młodzieżowej reprezentacji Ukrainy w futsalu na turnieju w Petersburgu, gdzie zdobył srebrny medal. W 2004 w składzie studenckiej reprezentacji Ukrainy w futsalu zdobył złoty medal, w 2006 brązowy, a w 2008 srebrny medal Uniwersjady. Wieloletni reprezentant Ukrainy, barwy której bronił od 2005 do 2016.

## Sukcesy i odznaczenia

### Sukcesy piłkarskie
reprezentacja Ukrainy
- mistrz mistrzostw świata w futsalu wśród studentów: 2004
- wicemistrz świata w futsalu wśród studentów: 2008
- brązowy medalista mistrzostw świata w futsalu wśród studentów: 2006
- uczestnik mistrzostw świata: 2004, 2008
- uczestnik mistrzostw Europy: 2005, 2007, 2010, 2012, 2014, 2016 (rekord)

DSS Zaporoże
- wicemistrz Ukrainy: 2003/04
- brązowy medalista mistrzostw Ukrainy: 2002/03
- finalista Pucharu Ukrainy: 2003/04

TWD Lwów
- zdobywca Pucharu Ukrainy: 2007/08
- finalista Pucharu Ukrainy: 2006/07
- zdobywca Pucharu Ligi Ukrainy: 2005

Enerhija Lwów
- mistrz Ukrainy: 2011/12
- wicemistrz Ukrainy: 2010/11, 2013/14
- brązowy medalista mistrzostw Ukrainy: 2009/10, 2012/13
- zdobywca Pucharu Ukrainy: 2010/11, 2011/12, 2012/13, 2013/14
- finalista Pucharu Ukrainy: 2003/04, 2006/07
- zdobywca Superpucharu Ukrainy: 2014

### Sukcesy indywidualne
- król strzelców mistrzostw Ukrainy: 2013/14
- król strzelców Pucharu Ukrainy: 2006/07
- wielokrotnie wybierany na listę 15 oraz 18 najlepszych futsalistów Ukrainy